# História dos astecas
A história dos astecas é mais conhecida a partir do contato europeu no século XV, com as viagens de Colombo mais especificamente; porém há muito a se dizer sobre esse povo mesoamericano, proveniente do norte e denominado pré-colombiano, habitante da parte central do atual México nos séculos XIV, XV e XVI. Esse povo se auto-denominava Mexica (pronúncia: meˈʃikaʔ), termo que deu origem ao nome do país e a sua capital.
A capital do império asteca era a cidade de Tenochtitlán, construída numa ilha do Lago Texcoco e, séculos depois, destruída pelos espanhóis, dando início à construção da cidade do México em suas ruínas. A colonização das américas pelo povo espanhol alcançou o continente durante o reinado do Huey Tlatoani, Moctezuma II (Montezuma II). Em 1521, Hernán Cortés, juntamente com um exército aliado constituído pelos índios americanos, muito mais numerosos que o exército de defesa asteca, conquistaram o império asteca através da guerra biológica, do cerco à cidade, da guerra psicológica e do combate direto.

## História

### A imigração
Segundo a lenda, os Astecas migraram de uma região chamada Aztlán. Eles saíram de lá devido a uma seca e seguindo uma profecia, que dizia que seu novo lar seria onde encontrassem uma águia devorando uma cobra sobre um cacto. Os astecas seguiram para o sul até a região próxima ao lago Texcoco, onde foram hospedados por um rei local. Esse rei teria oferecido sua filha adolescente em casamento ao líder asteca por volta de 1325. Como parte do ritual, cinco nobres astecas conduziram essa jovem ao templo cerimonial, mas, quando chegaram ao local, eles a sacrificaram. Nesta noite o rei hospede foi convidado para a cerimonia do casamento mas, tudo o que viu foi um sacerdote dançando com a pele de sua filha. Horrorizado ele ordenou que os soldados perseguissem os astecas. Estes fugiram para o lago Texcoco e se refugiaram em uma ilha pantanosa do lago onde o chefe asteca, Tenoch, avistou a águia devorando uma serpente em cima de um cacto sinalizando que ali seria seu novo lar. Ali fundaram Tenochtitlán.

### O início em Tenochitlain

#### O Período Acamapichitli(1375 - 1395)
No inicio a vida em Tenochtitlán era dificil. Logo após a morte Tenoch, os anciãos decidiram eleger um tlatoani que poderia assegurar a posição da cidade nascente, através de laços com grupos poderosos da região. Eles enviaram uma delegação para os líderes do Culhuacan, e este enviaram Acamapichitli cujo pai, Opochtzin, era um líder Mexica, enquanto sua mãe, Atotoztli, era filha do tlatoani Culhua, Nauhyotl. Após a sua aceitação do trono, ele foi levado a Tenochtitlán e fez sua entrada na cidade, com grande pompa. Casou-se com Ilancueitl, filha do então governante do Culhuacán, Acolmiztli. Para integrar esses laços com a cidade de Tenochtitlán, Acamapichtli tomou uma mulher de cada calpulli Tenochtitlán (além de sua primeira esposa). Tomando Teotihuacán como modelo, Acamapichitli começou a construção de uma moderna cidade em 1376. Havia, no entanto, um problema. Por ser pantanosa, a ilha onde se estabeleceram exigia muito esforço nas construções, pois, onde ponhavam pedras estas afundavam. A solução foi primeiro ancorar profundamente as fundações com um sistema de pilares de madeira com 10m de comprimento por 10 cm de diametro. Depois estes pilares eram envolvidos em solo vulcanico para dar sustentação. Tenochtitlán era uma cidade-ilha cercada de um lago raso com 2m de profundidade. Para ligar a cidade à terra firme, os astecas criaram uma série de pontes e elevados utilisando o mesmo sistema usado na construção dos prédios. Estes elevados podiam suportar grandes cargas e possuiam pontes elevadiças, permitindo aos astecas carregar pesados materiais de construção. Apesar da sua ascendência Culhua, sua cidade rapidamente caiu na órbita Tepaneca e tornou-se um afluente do Azcapotzalco. Durante o seu reinado as forças astecas lutavam por Azcapotzalco contra estados de várias cidades, como Chalco. As expedições foram enviadas contra Cuauhnahuac (Cuernavaca moderno) e Xochimilco. Os astecas pagavam aos tepanecas um tributo opressivo a cada lua cheia. Apesar da hostilidade do Azcapotzalco, Tenochtitlán progrediu. A ilha em que a cidade estava situada (e território sujeito apenas ao seu Estado) foi alargada a leste, com a adição de terra e rocha. Os astecas foram cuidadosos, porém, manter uma distância adequada do continente, para fins de defesa, em caso de guerra. Devido ao fato de ter poucas terras cultivaveis, Acamapichitli expandiu o sistema das chinampas que consistiam de ilhas artificias. As chinampas eram construídas sobre uma teia de tábuas e fibras com uma pilha de juncos por cima. Depois jogavam lodo por cima do junco e plantavam. Os chinampas podiam dar até sete colheitas por ano.
Durante o reinado de Acamapichitli, a cidade foi dividida em quatro bairros ou calpullis: Moyotlán no sudoeste; Zoquipan no Sudeste; Cuecopan no noroeste e no nordeste Atzacualco. Casas de foram substituídas por casas de pedra. Um grande templo, ou Teocalli, também foi construído. Diz-se que durante o seu reinado, as primeiras leis astecas foram feitas.
Acamapichtli era um político astuto, que reforçou a sua posição mais por alianças com seus vizinhos do que por guerras. Ele evitou as dificuldades com os governantes mais poderosos, no caso de Tezozómoc, pagando o tributo exigido. Tezozómoc pediu um chinampa cultivado com belas flores, e os astecas formaram um. Antes de sua morte, Acamapichtili convocou os chefes dos quatro bairros em que ele dividiu a cidade, e pediu-lhes para eleger seu sucessor. Antes da morte de Acamapichtili, eles escolheram Huitzilíhuitl seu filho mais velho. Acamapichtili aprovou a eleição, e depois morreu. Após a morte de seu pai, Huitzilíhuitl consolidou seu poder ao ordenar uma nova eleição, com mais eleitores, incluindo importantes guerreiros e sacerdotes.

### A Expansão do Império

#### O Período Nezahualcoyotl(1428 - 1440)
Com a explosão populacional houve problemas de abastecimento de água, pois esta deveria ser trazida em canoas. Os astecas decidiram construir um aqueduto que trouxesse a água direto das fontes, mas, o vale era controlado pela tribo Tepaneca. A medida que a população crescia aumentava também a tensão com os tepanecas, forçando os astecas a lançar um ultimato exigindo a posse da água e ajuda para a construção dos aquedutos. Os tepaneca atacaram e assassinaram seu rei. Em 1428 os astecas se rebelaram contra os tepanecas se aliando à cidade de Texcoco, onde buscaram um líder chamado Nezahualcoyotl, cuja liderança seria essencial à ascensão asteca. Sob a liderança de Nezahualcoyotl, os astecas destruíram a capital Tepaneca após um cerco de mais de 100 dias. Após a derrota Tepaneca os astecas construíram um sofisticado sistema de aquedutos. Estes possuíam dos canais de 1,5m de altura por 1m de largura. Assim, enquanto limpavam um o outro continuava fornecendo água. O sistema de aquedutos percorria quase 5 km até o centro da cidade onde a água jorrava de fontes públicas e era distribuída à população. Assim, em comparação com os europeus, os astecas eram muito limpos.
No alto do monte Tetcozinco, Nezahualcoyotl mandou construir um suntuoso palácio e um grande jardim em volta com todas as plantas exóticas da Mesoamérica. Para regar esse jardim, o rei mandou construir um grande aqueduto que vinha desde a Sierra Nevada. Para instalar esse aqueduto foi preciso aterrar um desfiladeiro entre Tetcozinco e a colina seguinte. Chegando a primeira colina, a água era distribuída em represas que reduziam sua velocidade de descida antes de chegar ao aqueduto. Depois de passar pelo aqueduto, a água percorria um circuito no monte Tetcozinco fluindo em cascatas escavadas na rocha, irrigando o jardim. Por fim, chegava a uma piscina redonda onde o rei se banhava. Em meados do séc. XV os astecas escolheram como líder Moctezuma I, também chamado Montezuma I.

#### O Período de Moctezuma I (1440 - 1469)
Montezuma I expandiu as fronteiras conquistando no sul até o vale de Oaxaca, a leste até o Golfo do México e a oeste, até o Pacífico. Em 1449, Império contava com 15 milhões de habitantes. Mas Tenochtitlán foi parcialmente destruída por uma inundação. Então Moctezuma I pediu para que Nezahualcoyotl ajuda-se a reconstruir a cidade. Nezahualcoyotl projetou a 16 km a leste de Tenochtitlán diques que protegeriam a cidade durante inundações. As comportas eram feitas em cestarias de junco, terra e pedras. Os diques possuiam 4m de altura e 9m de largura. As comportar esquiam e abaixavam controlando o nível das águas.
Com a expansão do Imperio foi criado um colossal sistema de estradas, mas essa expansão também aumentou o volume de sacrifícios humanos. Após sua morte subiu ao trono seu neto Axayácatl.

#### O Período Axayácatl (1469 - 1481)
Axayácatl subiu ao trono com 10 anos de idade.
Em 1473, o rei de Tlatelolco, Moquihuix, aliou-se aos Chalcas, e declaram guerra aos mexicas. Axayácatl, entrou em Tlaltelolco vencendo Moquihuix, e sacrificando-o no mercado de Tlaltelolco que passou a ser mais uma cidade do Império Asteca. Entre 1473 e 1476 foram feitas várias invasões militares com o objectivo de estender o império asteca, tendo então, aumentado o número de povos submetidos a esse império. Estendeu as conquistas à fronteira da atual Guatemala. Em 1480 Axayácatl e os seus guerreiros perderam na guerra contra os Tarascos, pois, este povo possuía armas de cobre.
Axayácatl casou com Azcaxóchitl, e tiveram três filhos. Dois rapazes, Moctezuma Xocoyótzin e Cuitláhuac, e uma moça, Tillalcápatl.
Entre seus feitos importantes, estão a conquista do Vale de Toluca, a "pedra do sol" hoje conhecida como calendário asteca, e a conquista de 37 povos, entre eles: Metepec, Ocoyoacac, Tlacotepec, Capulhuac, Calimayan, Tulucan, Juiquipilco, Tenancingo, Ocuilan, Tacalco, Mixtlan, Tuxpan, e Tetzapotitlán.
No ano de 1481 Axayácatl mandou esculpir a sua imagem em Chapultepec, morrendo ao regressar dessa inauguração, pois estava doente. Subiu ao trono seu irmão Tizoc.

#### O Período Tizoc (1481 - 1486)
Tizoc ou Tizocicatzin (a forma honorífico de seu nome), foi o sétimo imperador de Tenochtitlán.
Apesar de seu reinado ter sido curto, ele começou a construção da Grande Pirâmide de Tenochtitlán (uma tarefa concluída por seu irmão mais novo Ahuitzotl em 1487), e também acabou com uma rebelião dos povos Matlatzincan do Vale do Toluca.
Durante seu reinado, Tonalimoquetzayan, Toxico, Ecatepec, Cillán, Tecaxic, Tolocan, Yancuitlan, Tlappan, Atezcahuacan, Mazatlán, Xochiyetla, Tamapachco, Ecatliquapechco e Miquetlan foram conquistadas.
Tizoc morreu em 1486, de causas desconhecidas. Algumas fontes sugerem que ele foi envenenado, outros que ele foi vítima de "magia" ou doença. Tem sido sugerido que tanto Tlacaelel ou outros membros da família real (especialmente Ahuitzotl) foram responsáveis pelo envenenamento de Tizoc. Após sua morte subiu ao trono Ahuitzotl.